# 牛庄乡 (五峰县)
牛庄乡，是中华人民共和国湖北省宜昌市五峰土家族自治县下辖的一个乡镇级行政单位，人口8576人，面积154平方千米。

## 行政区划
牛庄乡下辖以下地区：
牛庄村、池南村、凌云村、沙河村、松木坪村、金山村、九里坪村、横茅湖村和沙湾村。